# Jan Głuchowski
Jan Józef Głuchowski (ur. 16 marca 1940 w Starym Żylinie) – polski ekonomista i prawnik, specjalizujący się w finansach międzynarodowych, prawie finansowym i prawie podatkowym, a także pisarz i dyplomata.

## Życiorys
W 1957 roku ukończył Liceum im. Fryderyka Chopina w Sochaczewie i podjął studia na Wydziale Transportu w Wyższej Szkole Ekonomicznej w Sopocie. Ukończył je w 1962 i podjął pracę na Wydziale Prawa i Administracji Uniwersytetu Mikołaja Kopernika (UMK) w Toruniu. Stopień doktora uzyskał na UMK w 1965, tematem jego rozprawy były Lokaty budżetowe w Polsce Ludowej, a promotorem Zbigniew Jaśkiewicz. Habilitację uzyskał w 1970 w Wyższej Szkole Ekonomicznej w Sopocie, na podstawie rozprawy Wewnętrzny kredyt publiczny w budżetach europejskich państw socjalistycznych. Tytuł profesora nadzwyczajnego otrzymał na UMK w 1977, a tytuł profesora zwyczajnego nauk prawnych w 1986.
W latach 1976–1978 pełnił funkcję dziekana Wydziału Prawa i Administracji UMK, od 1984 do 1988 roku był dyrektorem Instytutu Administracji i Zarządzania, a 1988 do 1990 prorektorem UMK. W latach 1990–1991 kierował Katedrą Prawa Finansowego na Wydziale Prawa i Administracji, a potem Katedrą Zarządzania Finansami na Wydziale Ekonomii i Zarządzania UMK.
Pracował też na Katolickim Uniwersytecie Lubelskim, gdzie był kierownikiem Katedry Prawa Finansowego. W latach 1998–1999 był prorektorem Wyższej Szkoły Bankowej w Poznaniu, a w latach 2000–2013 pełnił funkcję rektora Wyższej Szkoły Bankowej w Toruniu, gdzie nadal pełni funkcję dyrektora Instytutu Ekonomii i Finansów. Pracuje też w Katedrze Prawa Międzynarodowego i Prawa Unii Europejskiej na Akademii Leona Koźmińskiego.
Za działalność dydaktyczną i naukową był kilkukrotnie wyróżniany nagrodami Rektora UMK oraz dwukrotnie nagrodą Ministra Oświaty i Szkolnictwa Wyższego. W latach 1979–1991 był członkiem Rady Naukowej Polskiego Instytutu Spraw Międzynarodowych. W 1991 odbył staż w Ministerstwie Spraw Zagranicznych oraz piastował w tym roku stanowisko ambasadora RP w Bangladeszu.
Oprócz publikacji prawniczych tworzy literaturę beletrystyczną, jest autorem powieści historycznych Król szulerów i Ostatnia gra SS-gruppenführera.
Został członkiem rady naukowej czasopisma „Bank i Kredyt”.
Jest ojcem Piotra Głuchowskiego.

## Publikacje
- Lokaty budżetowe w Polsce Ludowej (1968)
- Wewnętrzny kredyt publiczny w budżetach europejskich państw socjalistycznych (1970)
- Dochody i wydatki budżetu federalnego Stanów Zjednoczonych przed drugą wojną światową (1973)
- Finanse i prawo finansowe (1973, współautor: Eligiusz Drgas)
- Federalny system podatkowy Stanów Zjednoczonych Ameryki (1975)
- Polityka fiskalno-monetarna Stanów Zjednoczonych Ameryki (1979)
- Prawnomiędzynarodowe stosunki finansowe państw socjalistycznych (1984, ISBN 83-01-05461-1)
- Prawo podatkowe państw zachodnich (1986, ISBN 83-231-0082-9)
- Międzynarodowe prawo finansowe (1988, ISBN 83-01-08593-2)
- Opodatkowanie dochodów pracowników uniwersyteckich (1992, wspólnie z Markiem Kalinowskim, ISBN 83-231-0322-4)
- Polskie prawo podatkowe (1993, ISBN 83-01-11280-8)
- Bangladesz (studium społeczno-ustrojowe) (1993, ISBN 83-231-0451-4)
- Oazy podatkowe (1996, ISBN 83-85148-82-5)
- Międzynarodowe stosunki finansowe (1997, ISBN 83-208-1044-2)
- Wstęp do skarbowości (1997, ISBN 83-86808-81-0)
- Harmonizacja prawa podatkowego Unii Europejskiej i Polski (1998, wspólnie z Bogumił Brzeziński i Cezarym Kosikowskim, ISBN 83-208-1124-4)
- Leksykon finansów (2001, przewodniczący komitetu redakcyjnego, ISBN 83-208-1336-0)
- Formy zmniejszania wysokości podatków w Polsce: ulgi, zwolnienia, obniżki i inne (2002, redakcja pracy zbiorowej, ISBN 8301135822)
- Finanse publiczne (2005, współautor, ISBN 83-7285-243-X)
- Zarys polskiego prawa podatkowego (2008, wspólnie z Jackiem Patykiem, ISBN 978-83-7334-954-4)
- Moja alma mater : UMK 1962-2012 (2015, ISBN 978-83-231-3339-1)
- Na saksy i do Bułgarii. Turystyka handlowa w PRL (2019, ISBN 978-83-11-15535-0)

### Beletrystyka
- Król szulerów (1986, ISBN 83-11-07373-2)
- Ostatnia gra SS-gruppenführera (1990, wspólnie z Karolem Grünbergiem, ISBN 8311077655)
- Kanaryjski rejs (1992, ISBN 83-85263-97-7)